# 유로 NCAP
| 차량별 판매 순위(2017년) | 국가     | 2018년 기준 100,000명 당 추산 도로 교통량 |
| ------------------------ | -------- | ----------------------------------------- |
| 1                        | 중국     | 18.2                                      |
| 2                        | 미국     | 12.4                                      |
| 3                        | 일본     | 4.1                                       |
| 4                        | 인도     | 22.6                                      |
| 5                        | 독일     | 4.1                                       |
| 6                        | 영국     | 3.1                                       |
| 7                        | 프랑스   | 5.5                                       |
| 8                        | 브라질   | 19.7                                      |
| 9                        | 이탈리아 | 5.6                                       |
| 10                       | 캐나다   | 5.8                                       |

유로 NCAP(Euro NCAP, European New Car Assessment Programme)은 벨기에 루벤에 위치한 유럽의 자동차 안전 평가 프로그램으로, 1997년 2월에 첫 결과가 발표하였다. 원래는 영국 교통부에서 시작되었고, 이후 여러 유럽 정부와 유럽 연합의 지원을 받았다. 슬로건은 "For Safer Cars"(보다 안전한 차를 위해)이다.

## 역사와 활동
유로 NCAP은 스웨덴 도로국, 국제 자동차 연맹 및 ICRT에서 만든 자발적인 차량 안전 등급 시스템으로, 14개 회원과 여러 유럽 연합 국가의 자동차 및 소비자 조직이 지원한다. 소비자에게는 승용차의 안전에 관한 정보를 제공한다. 1998년에는 본사가 런던에서 브뤼셀로 이전되었다. 활동에는 맥스 모슬리(Max Mosley)와 같은 사람들이 지원했다.
이 프로그램은 미국 고속도로 교통 안전국이 1979년에 도입한 신차 평가 프로그램(New Car Assessment Program)을 모델로 한다. 비슷한 프로그램으로는 호주와 뉴질랜드의 ANCAP, 라틴 아메리카의 라틴 NCAP, 중국의 C-NCAP이 있다.
유로 NCAP은 신차에 대한 안전 보고서를 발행하고 전면과 측면 및 기둥 충돌, 보행자 충돌 등의 다양한 테스트에서 결과에 따라 '별 등급'(star ratings)을 부여한다.
전체 테스트는 최대 6주가 소요된다.

## 별 등급
별 등급은 5는 최고, 0은 최악을 나타낸다.
- 별 5개: 충돌 보호 성능이 전반적으로 우수하며 포괄적이고 강력한 충돌 방지 기술이 잘 갖춰져 있음.
- 별 4개: 충돌 방지 및 모든 면에서 전반적으로 우수한 성능을 가졌음.
- 별 3개: 탑승자를 보호할 수 있지만 최신 충돌 방지 기능이 있지는 않음.
- 별 2개: 어느 정도의 충돌 보호 기능은 있으나 충돌 방지 기술이 부족함.
- 별 1개: 충돌 보호 및 충돌 방지 기술이 거의 없음.
- 별 0개: 형식적인 승인 기준을 충족하여 합법적으로 판매할 수 있지만 중요한 현대 안전 기술이 부족함.

## 같이 보기
- 국제 자동차 연맹
- 자동차 안전